# Liste von Produktionsstandorten in der Automobilindustrie
Die Liste von Produktionsstandorten in der Automobilindustrie verzeichnet Produktionsstandorte von Pkw-Modellen. Der Schwerpunkt liegt dabei auf Modellen, die derzeit auf dem europäischen Markt angeboten werden.

## Europa
| Land                   | Ort                                   | Werk                                                | Unternehmen                                                | Modelle |
| ---------------------- | ------------------------------------- | --------------------------------------------------- | ---------------------------------------------------------- | --- |
| Belgien                | Gent                                  | Volvo-Werk Gent                                     | Volvo Cars Gent N.V.                                       | Volvo V60 Volvo XC40/EX40 Volvo EC40 Volvo EX30 |
| Deutschland            | Bremen                                | Mercedes-Benz Werk Bremen                           | Mercedes-Benz Group AG                                     | Mercedes-Benz EQE Limousine Mercedes-Benz C-Klasse Mercedes CLE Coupé und Cabrio Mercedes-Benz GLC und GLC Coupé Mercedes-AMG GT Mercedes-AMG SL Roadster Mercedes-Maybach SL |
| Deutschland            | Dingolfing                            | BMW Group Werk Dingolfing                           | Bayerische Motoren Werke AG                                | BMW 4er Coupé und Cabrio BMW 5er BMW 7er BMW 8er BMW iX |
| Deutschland            | Dresden                               | Gläserne Manufaktur                                 | Volkswagen Sachsen GmbH                                    | VW ID.3 |
| Deutschland            | Düsseldorf                            | Mercedes-Benz Werk Düsseldorf                       | Mercedes-Benz Group AG                                     | Mercedes-Benz Sprinter |
| Deutschland            | Eisenach                              | Opel-Werk Eisenach                                  | Opel Automobile GmbH                                       | Opel Grandland |
| Deutschland            | Emden                                 | Volkswagenwerk Emden                                | Volkswagen AG                                              | VW ID.4 VW ID.7 |
| Deutschland            | Grünheide                             | Gigafactory Berlin-Brandenburg                      | Tesla, Inc.                                                | Tesla Model Y |
| Deutschland            | Hannover                              | Volkswagenwerk Hannover                             | Volkswagen AG                                              | VW Multivan VW ID. Buzz |
| Deutschland            | Ingolstadt                            | Audi-Werk Ingolstadt                                | Audi AG                                                    | Audi A3 Audi Q2 Audi A6 e-tron Audi Q6 e-tron |
| Deutschland            | Köln                                  | Ford-Werk Köln                                      | Ford-Werke GmbH                                            | Ford Explorer Ford Capri |
| Deutschland            | Leipzig                               | BMW-Werk Leipzig                                    | Bayerische Motoren Werke AG                                | BMW 1er BMW 2er GranCoupé BMW 2er Active Tourer Mini Countryman |
| Deutschland            | Leipzig                               | Porsche-Werk Leipzig                                | Porsche Leipzig GmbH                                       | Porsche Macan Porsche Panamera |
| Deutschland            | Ludwigsfelde                          | Mercedes-Benz Werk Ludwigsfelde                     | Mercedes-Benz Ludwigsfelde GmbH                            | Mercedes-Benz Sprinter |
| Deutschland            | München                               | BMW Group Werk München                              | Bayerische Motoren Werke AG                                | BMW 3er BMW 4-er Gran Coupé und i4 |
| Deutschland            | Neckarsulm                            | Audi-Werk Neckarsulm                                | Audi AG                                                    | Audi A5 Audi A6 Audi A8 Audi e-tron GT |
| Deutschland            | Osnabrück                             | Volkswagenwerk Osnabrück                            | Volkswagen Osnabrück GmbH                                  | VW T-Roc Cabrio Porsche Cayman Porsche Boxster |
| Deutschland            | Rastatt                               | Mercedes-Benz Werk Rastatt                          | Mercedes-Benz Group AG                                     | Mercedes-Benz A-Klasse Mercedes-Benz B-Klasse Mercedes-Benz GLA Mercedes-Benz EQA                                                                                             |
| Deutschland            | Regensburg                            | BMW Group Werk Regensburg                           | Bayerische Motoren Werke AG                                | BMW X1 BMW X2 |
| Deutschland            | Rüsselsheim am Main                   | Opel-Werk Rüsselsheim                               | Opel Automobile GmbH                                       | Opel Astra L DS 4 |
| Deutschland            | Saarlouis                             | Ford Saarlouis Body & Assembly                      | Ford-Werke GmbH                                            | Ford Focus (endet 2025) |
| Deutschland            | Sindelfingen                          | Mercedes-Benz-Werk Sindelfingen                     | Mercedes-Benz Group AG                                     | Mercedes-Benz GLC Mercedes-Benz E-Klasse Mercedes-Benz S-Klasse Mercedes-Maybach S-Klasse Mercedes-Benz EQS Limousine                                                         |
| Deutschland            | Stuttgart                             | Porsche-Werk Zuffenhausen                           | Dr. Ing. h.c. F. Porsche AG                                | Porsche 911 Porsche Boxster Porsche Cayman Porsche Taycan |
| Deutschland            | Wolfsburg                             | Volkswagenwerk Wolfsburg                            | Volkswagen AG                                              | VW Golf VW Touran VW Tiguan VW Tayron |
| Deutschland            | Zwickau                               | Volkswagenwerk Zwickau                              | Volkswagen Sachsen GmbH                                    | VW ID.3 VW ID.4 VW ID.5 Audi Q4 e-tron Cupra Born |
| Finnland               | Uusikaupunki                          | Uusikaupunki Plant                                  | Valmet Automotive Oy                                       | Mercedes-Benz A-Klasse Mercedes-AMG GT 4-Türer Coupé |
| Frankreich             | Batilly (Meurthe-et-Moselle)          | Batilly Pkant                                       | Société des Véhicules Automobiles de Batilly S.A.          | Renault Master Nissan Interstar |
| Frankreich             | Dieppe                                | Manufacture Alpine Dieppe Jean Rédélé               | Renault Group                                              | Alpine A110 Alpine A390 |
| Frankreich             | Dorlisheim                            | Bugatti Atelier Molsheim                            | Bugatti Automobiles S.A.S.                                 | Bugatti Mistral |
| Frankreich             | Douai                                 | ElectriCity – Douai Plant                           | Renault Group                                              | Renault Megane E-Tech Renault Scénic E-Tech Renault 5 E-Tech Alpine A290 Nissan Micra                                                                                         |
| Frankreich             | Hambach (Moselle)                     | Smartville Hambach                                  | Ineos Automotive Ltd.                                      | Ineos GrenadierReconditionnement de véhicules – Wiederverwertung/Wiederaufarbeitung von Fahrzeugen                                                                            |
| Frankreich             | Hordain (Arrondissement Valenciennes) | Stellantis Hordain                                  | Stellantis N.V.                                            | Peugeot Expert Citroën Jumpy Toyota Proace Fiat Scudo Opel Vivaro Peugeot Traveller Citroën Spacetourer Toyota Proace Verso Fiat Ulysse Opel Zafira Life                      |
| Frankreich             | Maubeuge                              | ElectriCity – Maubeuge Plant                        | Maubeuge Construction Automobile S.N.C.                    | Renault 4 E-Tech Renault Kangoo Mercedes-Benz Citan Mercedes-Benz T-Klasse Mercedes-Benz EQT Nissan Townstar                                                                  |
| Frankreich             | Onnaing (Arrondissement Valenciennes) | [ 29 ]                                              | Toyota Motor Manufacturing France S.A.S.                   | Toyota Yaris Toyota Yaris Cross |
| Frankreich             | Poissy                                | Stellantis-Werk Poissy                              | Stellantis N.V.                                            | Opel Mokka DS 3 Crossback |
| Frankreich             | Rennes                                | Stellantis Rennes Plant                             | Stellantis N.V.                                            | Citroën C5 Aircross |
| Frankreich             | Sandouville                           | Renault Group Werk Sandouville                      | Renault Group                                              | Renault Trafic Renault Trafic E-TECH Nissan Primastar Renault Autres |
| Frankreich             | Sausheim (bei Mülhausen)              | Stellantis-Werk Mulhouse                            | Stellantis N.V.                                            | Peugeot 308 Peugeot 408 Peugeot 508 DS 7 |
| Frankreich             | Sochaux                               | Stellantis-Werk Sochaux                             | Stellantis N.V.                                            | Peugeot 3008 Peugeot 5008 |
| Vereinigtes Königreich | Burnaston (bei Derby (Derbyshire))    | Passenger Car Plant                                 | Toyota Motor Manufacturing (UK) Ltd.                       | Toyota Corolla Suzuki Swace |
| Vereinigtes Königreich | Crewe                                 | Pyms Lane site                                      | Bentley Motors Ltd.                                        | Bentley Continental GT Bentley Continental GTC Bentley Flying Spur Bentley Bentayga                                                                                           |
| Vereinigtes Königreich | Ellesmere Port                        | Vauxhall Ellesmere Port                             | Stellantis N.V.                                            | Opel/Vauxhall Combo Citroën Berlingo Peugeot Rifter Fiat Doblò |
| Vereinigtes Königreich | Gaydon (bei Warwick)                  | Aston Martin Gaydon                                 | Aston Martin Lagonda Global Holdings plc                   | Aston Martin Vantage Aston Martin DB12 Aston Martin Vanquish Aston Martin Valkyrie                                                                                            |
| Vereinigtes Königreich | Halewood (bei Liverpool)              | Jaguar Land-Rover Werk Halewood                     | Jaguar Land Rover Ltd.                                     | Range Rover Evoque Land Rover Discovery Sport |
| Vereinigtes Königreich | Hethel (bei Norwich)                  | Lotus-Werk Hethel                                   | Lotus Cars plc                                             | Lotus Evija Lotus Emira |
| Vereinigtes Königreich | Oxford                                | Mini-Werk Oxford                                    | BMW (UK) Manufacturing Ltd.                                | Mini |
| Vereinigtes Königreich | Solihull                              | Jaguar Land-Rover Werk Solihull                     | Jaguar Land Rover Ltd.                                     | Range Rover Range Rover Sport Range Rover Velar Jaguar F-Pace |
| Vereinigtes Königreich | St Athan (Wales)                      | Aston Martin Lagonda Production & Technology Centre | Aston Martin Lagonda Ltd.                                  | Aston Martin DBX |
| Vereinigtes Königreich | Sunderland                            | [ 37 ]                                              | Nissan Motor Manufacturing (UK) Ltd.                       | Nissan Juke Nissan Qashqai |
| Vereinigtes Königreich | Westhampnett (bei Chichester)         | Rolls-Royce-Werk Goodwood                           | Rolls-Royce Motor Cars Ltd.                                | Rolls-Royce Ghost Rolls-Royce Phantom Rolls-Royce Cullinan Rolls-Royce Spectre                                                                                                |
| Italien                | Atessa                                | Sevel Plant                                         | Società Europea Veicoli Leggeri S.p.A.                     | Fiat Ducato Citroën Jumper Peugeot Boxer Toyota Proace Max Opel Movano |
| Italien                | Maranello                             | Ferrari-Werk Maranello                              | Ferrari N.V.                                               | Ferrari SF90 Stradale Ferrari Roma Ferrari 296 Ferrari Daytona SP3 Ferrari Purosangue Ferrari 12Cilindri Ferrari F80                                                          |
| Italien                | Melfi                                 | Stellantis-Werk Melfi                               | Società Automobilistica Tecnologie Avanzate S.p.A.         | Jeep Renegade Jeep Compass DS N°8 |
| Italien                | Modena                                |                                                     | Maserati S.p.A.                                            | Maserati GranTurismo Maserati MC20 |
| Italien                | Piedimonte San Germano                | Stellantis-Werk Cassino                             | FCA Italy S.p.A.                                           | Alfa Romeo Giulia Alfa Romeo Stelvio Maserati Grecale |
| Italien                | Pomigliano d’Arco                     | Pomigliano d’Arco Werk                              | Stellantis N.V.                                            | Fiat Panda Alfa Romeo Tonale |
| Italien                | Sant’Agata Bolognese                  | [ 10 ]                                              | Automobili Lamborghini S.p.A.                              | Lamborghini Urus Lamborghini Revuelto Lamborghini Temerario |
| Italien                | Turin                                 | Stellantis-Werk Mirafiori Complex                   | Stellantis N.V.                                            | Fiat 500e |
| Österreich             | Graz                                  | [ 40 ] [ 41 ]                                       | Magna Steyr AG & Co KG                                     | Mercedes-Benz G-Klasse BMW Z4 Toyota Supra |
| Österreich             | Graz                                  | [ 42 ]                                              | Pierer Mobility AG                                         | KTM X-Bow |
| Polen                  | Gliwice                               | Stellantis Gliwice                                  | Stellantis Polska Sp. z. o. o.                             | Peugeot Boxer Citroën Jumper Fiat Ducato Opel Movano Toyota Proace Max |
| Polen                  | Posen                                 | Volkswagenwerk Poznań                               | Volkswagen Poznań Sp. z o.o.                               | VW Caddy Ford Transit Connect |
| Polen                  | Wrzesnia                              | Volkswagenwerk Wrzesnia                             | Volkswagen Poznań Sp. z o.o.                               | VW Crafter |
| Polen                  | Tychy                                 | Stellantis-Werk Tychy                               | Stellantis N.V.                                            | Alfa Romeo Junior Fiat 600 Jeep Avenger |
| Portugal               | Mangualde                             | Stellantis Mangualde Plant                          | Peugeot Citroën Automóveis Portugal S.A.                   | Citroën Berlingo Peugeot Partner Opel Combo Fiat Doblò Toyota Proace City |
| Portugal               | Ovar                                  | Toyota Caetano Portugal Plant                       | Toyota Caetano Portugal, S. A.                             | Toyota Land Cruiser J70 |
| Portugal               | Quinta do Anjo                        | Volkswagenwerk Palmela                              | Volkswagen Autoeuropa Lda.                                 | VW T-Roc VW T-Roc R |
| Rumänien               | Craiova                               | Ford-Werk Craiova                                   | Ford Romania                                               | Ford Puma Ford Transit Courier |
| Rumänien               | Mioveni (bei Pitești)                 | Dacia-Werk Pitești                                  | SC Automobile Dacia SA                                     | Dacia Logan Dacia Duster Dacia Sandero Stepway Dacia Jogger Dacia Bigster |
| Russland               | Ischewsk                              |                                                     | OOO Objedinennaja Awtomobilnaja Gruppa                     | Lada Granta Lada Vesta |
| Russland               | Toljatti                              |                                                     | OAO AwtoWAS                                                | Lada Granta Lada Largus Lada Niva Legend Lada Niva Travel Lada Aura Lada Iskra                                                                                                |
| Russland               | Uljanowsk                             | [ 48 ]                                              | Uljanowski Awtomobilny Sawod                               | UAZ Patriot |
| Schweden               | Göteborg                              | Volvo-Werk Torslanda                                | Volvo Car Corporation                                      | Volvo V60 Volvo V90 Volvo XC60 Volvo XC90 |
| Serbien                | Kragujevac                            |                                                     | Fiat Srbija d.o.o. Kragujevac (Stellantis N.V.)            | Fiat Grande Panda Citroën C3 |
| Slowakei               | Bratislava                            | Volkswagen-Werk Bratislava                          | Volkswagen Slovakia a. s.                                  | Audi Q7 Audi Q8 Porsche Cayenne Škoda Superb VW Passat VW Touareg |
| Slowakei               | Nitra                                 | [ 51 ]                                              | Jaguar Land Rover Slovakia s.r.o.                          | Land Rover Defender Land Rover Discovery |
| Slowakei               | Teplička nad Váhom (bei Žilina)       |                                                     | Kia Motors Slovakia s.r.o.                                 | Kia cee’d Kia Sportage Kia EV4 |
| Slowakei               | Trnava                                | Stellantis Trnava Plant                             | Stellantis Slovakia                                        | Citroën C3 Citroën C3 Aircross Opel Frontera |
| Slowenien              | Novo mesto                            | Novo Mesto Plant (REVOZ)                            | Revoz D.D.                                                 | Renault Clio |
| Spanien                | Almussafes (bei Valencia)             | Ford Valencia Body and Assembly                     | Ford Motor Company                                         | Ford Kuga |
| Spanien                | Figueruelas (bei Saragossa)           | Stellantis-Werk Zaragoza                            | STELLANTIS ESPAÑA SL                                       | Opel Corsa Lancia Ypsilon Peugeot e-208 |
| Spanien                | Madrid                                | Stellantis-Werk Madrid                              | Peugeot Citroën Automóviles España S.A.                    | Citroën C4 |
| Spanien                | Martorell                             | SEAT-Werk Martorell                                 | SEAT S.A.                                                  | Audi A1 Cupra Formentor Seat Ibiza Seat Leon Seat Arona |
| Spanien                | Palencia                              | Palencia Plant                                      | Renault Group                                              | Renault Espace Renault Austral Renault Rafale |
| Spanien                | Pamplona                              | Volkswagenwerk Navarra                              | Volkswagen Navarra S.A.                                    | VW T-Cross VW Taigo |
| Spanien                | Valladolid                            | Renault-Werk Valladolid                             | Factoría Carrocería Montaje Valladolid Renault España S.A. | Renault Captur Renault Symbioz |
| Spanien                | Vigo                                  | Stellantis-Werk Vigo                                | Peugeot Citroën Automóviles España S.A.                    | Peugeot 2008 Citroën Berlingo Peugeot Partner Opel Combo Fiat Doblò Toyota Proace City                                                                                        |
| Spanien                | Vitoria-Gasteiz                       | Mercedes-Benz Werk Vitoria                          | Mercedes-Benz España, S.A.U.                               | Mercedes-Benz V-Klasse |
| Tschechien             | Mladá Boleslav                        | Škoda-Werk Mladá Boleslav                           | Škoda Auto a.s.                                            | Škoda Fabia Škoda Scala Škoda Octavia Škoda Kamiq Škoda Enyaq Škoda Elroq |
| Tschechien             | Kolín                                 | Toyota Kolín                                        | Toyota Motor Manufacturing Czech Republic s.r.o.           | Toyota Aygo Toyota Yaris |
| Tschechien             | Kvasiny                               | Škoda-Werk Kvasiny                                  | Škoda Auto a.s.                                            | Škoda Kodiaq Škoda Karoq Seat Ateca |
| Tschechien             | Nošovice                              | Hyundai Nošovice                                    | Hyundai Motor Manufacturing Czech s.r.o.                   | Hyundai i30 Hyundai Tuscon Plug-in Hybrid / Hyundai Tucson Hybrid Hyundai Kona Elekro                                                                                         |
| Ungarn                 | Esztergom                             | Suzuki Werk Gyár                                    | Magyar Suzuki Zrt.                                         | Suzuki S-Cross Suzuki Vitara |
| Ungarn                 | Győr                                  | Audi Standort Győr                                  | Audi Hungaria Zrt.                                         | Audi Q3 Audi Q3 MHEV Audi Q3 PHEV Audi Q3 Sportback Audi Q3 Sportback MHEV Audi Q3 Sportback PHEV Cupra Terramar                                                              |
| Ungarn                 | Kecskemét                             | Mercedes-Benz Werk Kecskemét                        | Mercedes-Benz Manufacturing Hungary Kft., Kecskemét.       | Mercedes-Benz A-Klasse Mercedes-Benz B-Klasse Mercedes-Benz EQB |

## Nordamerika
| Land               | Ort                            | Werk                                   | Unternehmen                                                       | Modelle |
| ------------------ | ------------------------------ | -------------------------------------- | ----------------------------------------------------------------- | --- |
| Kanada             | Alliston                       | Honda-Werk Alliston                    | Honda Canada Inc.                                                 | Honda Civic Honda CR-V                                                                                     |
| Kanada             | Brampton                       | Brampton Assembly                      | FCA Canada Inc. (Stellantis N.V.)                                 | Chrysler 300 Dodge Charger Dodge Challenger                                                                |
| Kanada             | Cambridge                      | Toyota-Werk Cambridge                  | Toyota Motor Manufacturing Canada                                 | Toyota Corolla Lexus RX                                                                                    |
| Kanada             | Ingersoll                      | CAMI Assembly                          | General Motors of Canada                                          | Chevrolet Equinox GMC Terrain                                                                              |
| Kanada             | Oakville                       | Oakville Assembly Complex              | Ford Motor Company of Canada                                      | Ford Edge Ford Flex Lincoln MKX Lincoln MKT                                                                |
| Kanada             | Oshawa                         | Oshawa Car Assembly                    | General Motors of Canada                                          | Chevrolet Heavy Duty Silverado Chevrolet LD Duty Silverado                                                 |
| Kanada             | Windsor                        | Windsor Assembly Plant                 | FCA Canada Inc. (Stellantis N.V.)                                 | Chrysler Pacifica (Chrysler Pacifica Hybrid) Chrysler Grand Caravan Chrysler Voyager Dodge Charger Daytona |
| Kanada             | Woodstock                      | Toyota-Werk Woodstock                  | Toyota Motor Manufacturing Canada                                 | Toyota RAV4                                                                                                |
| Mexiko             | Cuautitlán                     | Cuautitlan Stamping and Assembly Plant | Ford Motor Company, S.A. de C.V.                                  | Ford Mustang Mach-E                                                                                        |
| Mexiko             | Celaya                         | Plant Celaya                           | Honda de México S.A. de C.V.                                      | Honda Fit Honda HR-V                                                                                       |
| Mexiko             | El Salto (Jalisco)             | Motorcycle/Parts Plant El Salto        | Honda de México S.A. de C.V.                                      | Honda CR-V                                                                                                 |
| Mexiko             | Hermosillo                     | Hermosillo Stamping and Assembly Plant | Ford Motor Company S.A. de C.V.                                   | Ford Fusion Lincoln MKZ                                                                                    |
| Mexiko             | Heroica Puebla de Zaragoza     | Volkswagenwerk Puebla                  | Volkswagen de México S.A. de C.V.                                 | VW Jetta VW Tiguan (LWB) VW Taos                                                                           |
| Mexiko             | Ramos Arizpe                   | Ramos Arizpe Plant                     | General Motors de México S.A. de C.V.                             | Chevrolet Captiva Chevrolet Sonic Cadillac SRX                                                             |
| Mexiko             | Salamanca (bei Irapuato)       |                                        | Mazda Motor Manufacturing de México S.A. de C.V.                  | Mazda2 Mazda3 (Limousine) Mazda CX-3 Mazda CX-30                                                           |
| Mexiko             | Saltillo                       | Saltillo Assembly Plant                | Stellantis México                                                 | Ram Truck: Ram 2500 Ram 3500 Ram 4500 Ram 5500 Heavy Duty DX Chassis Cab (für den Mexikanischen Markt)     |
| Mexiko             | San José Chiapa (Puebla)       | Audi Puebla Plant                      | AUDI MÉXICO S.A. de C.V.                                          | Audi Q5 Audi Q5 Sportback                                                                                  |
| Mexiko             | San Luis Potosí                | San Luis Potosi Plant                  | General Motors de México S. de R.L. de C.V.                       | Chevrolet Aveo Chevrolet Trax                                                                              |
| Mexiko             | San Luis Potosí                | BMW Group Plant San Luis Potosi        | BMW SLP S.A. de C.V.                                              | BMW 3 Series (G20)                                                                                         |
| Mexiko             | Silao (bei Guanajuato)         | General Motors Silao Plant             | General Motors de México S. de R.L. de C.V.                       | Chevrolet Silverado Chevrolet Cheyenne GMC Sierra                                                          |
| Mexiko             | Tijuana                        | Toyota-Werk Tijuana                    | Toyota Motor Manufacturing de Baja California, S. de R.L. de C.V. | Toyota Tacoma                                                                                              |
| Mexiko             | Toluca de Lerdo                | Toluca Assembly Plant                  | Stellantis México                                                 | Fiat Freemont Fiat 500 Dodge Journey                                                                       |
| Vereinigte Staaten | Montgomery                     | Montgomery Plant                       | Hyundai Motor Manufacturing Alabama, LLC                          | Hyundai Santa Fe Hyundai Tucson Hyundai Santa Cruz Genesis GV70                                            |
| Vereinigte Staaten | Arlington                      | Arlington Assembly Plant               | General Motors Company                                            | Chevrolet Suburban Chevrolet Tahoe Cadillac Escalade GMC Yukon                                             |
| Vereinigte Staaten | Austin                         | Gigafactory Austin                     | Tesla Inc.                                                        | Tesla Model Y Tesla Cybertruck                                                                             |
| Vereinigte Staaten | Avon Lake                      | Ohio Assembly Plant                    | Ford Motor Company                                                | Ford F-650 Ford F-750                                                                                      |
| Vereinigte Staaten | Blue Springs (bei Tupelo)      | Toyota-Werk Blue Springs               | Toyota Motor Manufacturing Mississippi Inc.                       | Toyota Corolla                                                                                             |
| Vereinigte Staaten | Bowling Green                  | Bowling Green Assembly Plant           | General Motors Company                                            | Corvette Stingray Corvette Z06 Corvette E-Ray                                                              |
| Vereinigte Staaten | Chattanooga                    | Volkswagenwerk Chattanooga             | Volkswagen Group of America Chattanooga Operations L.L.C.         | VW ID.4 VW Atlas VW Atlas Cross Sport                                                                      |
| Vereinigte Staaten | Chicago                        | Chicago Assembly Plant                 | Ford Motor Company                                                | Ford Taurus Ford Explorer Lincoln MKS                                                                      |
| Vereinigte Staaten | Claycomo (bei Kansas City)     | Kansas City Assembly Plant             | Ford Motor Company                                                | Ford Transit Ford F-150                                                                                    |
| Vereinigte Staaten | Dearborn                       | Dearborn Truck Plant                   | Ford Motor Company                                                | Ford F-150                                                                                                 |
| Vereinigte Staaten | Detroit                        | Detroit Assembly Complex – Jefferson   | Stellantis N. V.                                                  | Jeep Grand Cherokee Dodge Durango                                                                          |
| Vereinigte Staaten | Detroit                        | Detroit Assembly Complex – Mack        | Stellantis N. V.                                                  | Jeep Grand Cherokee L Jeep Grand Cherokee Jeep Grand Cherokee 4xe                                          |
| Vereinigte Staaten | Detroit und Hamtramck          | Detroit-Hamtramck Assembly Plant       | General Motors Company                                            | Chevrolet Malibu Chevrolet Impala Chevrolet Volt/Opel Ampera Cadillac ELR Cadillac CT6 GMC Hummer EV       |
| Vereinigte Staaten | East Liberty                   | East Liberty Auto Plant                | Honda of America Mfg. Inc.                                        | Honda CR-V Honda Crosstour Acura RDX                                                                       |
| Vereinigte Staaten | Flat Rock (bei Detroit)        | Flat Rock Assembly Plant               | Ford Motor Company                                                | Ford Mustang Ford Mustang GT Ford Mustang Dark Horse                                                       |
| Vereinigte Staaten | Flint                          | Flint Assembly Plant                   | General Motors Company                                            | Chevrolet Silverado GMC Sierra                                                                             |
| Vereinigte Staaten | Fort Wayne                     | Fort Wayne Assembly Plant              | General Motors Company                                            | Chevrolet Silverado GMC Sierra                                                                             |
| Vereinigte Staaten | Fremont                        | Fremont Factory                        | Tesla, Inc.                                                       | Tesla Model S Tesla Model X Tesla Model 3                                                                  |
| Vereinigte Staaten | Georgetown                     | Toyota-Werk Georgetown                 | Toyota Motor Manufacturing Kentucky, Inc.                         | Toyota Camry Toyota Avalon Toyota Venza Lexus ES                                                           |
| Vereinigte Staaten | Greensburg                     | Indiana Auto Plant                     | Honda Manufacturing of Indiana LLC                                | Honda Civic                                                                                                |
| Vereinigte Staaten | Greer                          | BMW Group Werk Spartanburg             | BMW US Manufacturing Company, LLC                                 | BMW X3 BMW X4 BMW X5 BMW X6 BMW X7                                                                         |
| Vereinigte Staaten | Huntsville (Alabama)           |                                        | Mazda Toyota Manufacturing, USA, Inc.                             | Mazda CX-50                                                                                                |
| Vereinigte Staaten | Kansas City                    | Fairfax Factory Plant                  | General Motors Company                                            | Chevrolet Malibu Cadillac XT4                                                                              |
| Vereinigte Staaten | Ladson (bei Charleston)        | Mercedes-Benz Werk Charleston          | Mercedes-Benz Vans, LLC, Charleston, SC.                          | Mercedes-Benz Sprinter Freightliner Sprinter                                                               |
| Vereinigte Staaten | Lafayette                      | Subaru-Werk Lafayette                  | Subaru of Indiana Automotive Inc.                                 | Subaru Outback Subaru Legacy Subaru Impreza Toyota Camry                                                   |
| Vereinigte Staaten | Lake Orion (bei Detroit)       | Orion Assembly Plant                   | General Motors Company                                            | Chevrolet Sonic Chevrolet Bolt EV                                                                          |
| Vereinigte Staaten | Lansing                        | Lansing Grand River Assembly Plant     | General Motors Company                                            | Cadillac ATS Cadillac CTS Cadillac CTS-V                                                                   |
| Vereinigte Staaten | Lansing                        | Lansing Delta Township Assembly Plant  | General Motors Company                                            | Chevrolet Traverse GMC Acadia Buick Enclave                                                                |
| Vereinigte Staaten | Lincoln (bei Birmingham)       | Alabama Auto Plant                     | Honda Manufacturing of Alabama, LLC                               | Honda Odyssey Honda Pilot Acura MDX                                                                        |
| Vereinigte Staaten | Louisville                     | Louisville Assembly Plant              | Ford Motor Company                                                | Ford Escape Lincoln MKC                                                                                    |
| Vereinigte Staaten | Louisville                     | Kentucky Truck Plant                   | Ford Motor Company                                                | Ford F-250 Ford F-350 Ford F-450 Ford F-550 Ford Expedition Lincoln Navigator                              |
| Vereinigte Staaten | Marysville                     | Marysville Auto Plant                  | Honda of America Mfg. Inc.                                        | Honda Accord Acura ILX Acura TLX                                                                           |
| Vereinigte Staaten | Princeton (bei Evansville)     | Toyota-Werk Princeton                  | Toyota Motor Manufacturing Indiana Inc.                           | Toyota Sequoia Toyota Highlander Toyota Sienna                                                             |
| Vereinigte Staaten | Ridgeville (Dorchester County) | Volvo South Carolina Factory           | Volvo Car US Operations                                           | Volvo S60 Volvo EX90                                                                                       |
| Vereinigte Staaten | San Antonio                    | Toyota-Werk San Antonio                | Toyota Motor Manufacturing Texas Inc.                             | Toyota Tundra Toyota Tacoma                                                                                |
| Vereinigte Staaten | Spring Hill (Tennessee)        | Spring Hill Assembly Plant             | General Motors Company                                            | Cadillac Lyriq GMC Acadia Cadillac XT5 Cadillac XT6                                                        |
| Vereinigte Staaten | Sterling Heights (bei Detroit) | Sterling Heights Assembly Plant        | Stellantis N. V.                                                  | Ram 1500                                                                                                   |
| Vereinigte Staaten | Toledo                         | Toledo Assembly Complex                | Stellantis N.V.                                                   | Jeep Wrangler Jeep Wrangler 4xe                                                                            |
| Vereinigte Staaten | Vance (bei Tuscaloosa)         | Mercedes-Benz-Werk Tuscaloosa          | Mercedes-Benz U.S. International Inc.                             | Mercedes-Benz GLE Mercedes-Benz GLS Mercedes-Benz C-Klasse Mercedes-Benz EQE SUV Mercedes-Benz EQS SUV     |
| Vereinigte Staaten | Wayne                          | Michigan Assembly Plant                | Ford Motor Company                                                | Ford Focus Ford C-MAX                                                                                      |
| Vereinigte Staaten | Wentzville                     | Wentzville Assembly Plant              | General Motors Company                                            | Chevrolet Express GMC Savana Chevrolet Colorado GMC Canyon                                                 |

## Südamerika
| Land        | Ort                      | Werk                               | Unternehmen | Modelle                                                                                          |
| ----------- | ------------------------ | ---------------------------------- | --- | ------------------------------------------------------------------------------------------------ |
| Argentinien | Buenos Aires             |                                    | Peugeot Citroën Argentina S.A.                                                                                     | Peugeot 408 Peugeot Partner Citroën Berlingo                                                     |
| Argentinien | Campana                  | Honda-Werk Campana                 | Honda Motor de Argentina S.A.                                                                                      | Honda City                                                                                       |
| Argentinien | Córdoba                  | Córdoba Plant                      | Renault Argentina S.A.                                                                                             | Dacia Logan Dacia Sandero Renault Kangoo Renault Alaskan Renault Autres                          |
| Argentinien | Ferreyra (bei Córdoba)   |                                    | FCA Automobiles Argentina S.A.                                                                                     | Fiat Siena Fiat Palio                                                                            |
| Argentinien | Tigre (bei Buenos Aires) | Pacheco Stamping and Assembly      | Ford Argentina S.C.A.                                                                                              | Ford Focus Ford Ranger                                                                           |
| Argentinien | Tigre (bei Buenos Aires) | Volkswagenwerk Pacheco             | Volkswagen Argentina S.A.                                                                                          | VW Amarok Taos                                                                                   |
| Brasilien   | Araquari                 | BMW Group Werk Araquari            | BMW do Brasil Ltda.                                                                                                | BMW 3er BMW X1 BMW X4 BMW X5 PHEV                                                                |
| Brasilien   | Betim                    | FCA-Werk Betim                     | Stellantis N.V. | Fiat Strada                                                                                      |
| Brasilien   | Goiânia                  | [ 27 ]                             | Stellantis N.V. | Jeep Renegade                                                                                    |
| Brasilien   | Indaiatuba               | Toyota-Werk Indaiatuba             | Toyota do Brasil Ltda.                                                                                             | Toyota Corolla                                                                                   |
| Brasilien   | Piracicaba               | Hyundai Werk Piracicaba            | Hyundai Motor Brasil Montadora de Automóveis Ltda.                                                                 | Hyundai HB20 Hyundai Creta                                                                       |
| Brasilien   | São Bernardo do Campo    | Volkswagenwerk Anchieta            | Volkswagen do Brasil Indústria de Veículos Automotores Ltda.                                                       | VW Nivus VW Virtus VW Saveiro VW Polo                                                            |
| Brasilien   | São José dos Pinhais     | Volkswagen BR São José dos Pinhais | Volkswagen do Brasil Indústria de Veículos Automotores Ltda. Audi do Brasil Indústria e Comércio de Veículos Ltda. | VW T-Cross VW Virtus Audi Q3                                                                     |
| Brasilien   | São José dos Pinhais     | Curitiba Plant                     | Renault do Brasil S.A.                                                                                             | Renault Master Daica Duster Renault Oroch Dacia Logan Dacia Sandero Renault Kardian Renault Kwid |
| Brasilien   | Sete Lagoas              | Iveco-Werk Sete Lagoas             | SOFIM (Iveco) | Fiat Ducato Citroën Jumper Peugeot Boxer Ram ProMaster                                           |
| Brasilien   | Sorocaba                 | Toyota-Werk Sorocaba               | Toyota do Brasil Ltda.                                                                                             | Toyota Etios                                                                                     |
| Brasilien   | Sumaré                   | Honda-Werk Sumaré                  | Honda Automóveis do Brasil Ltda.                                                                                   | Honda Civic Honda Fit Honda City                                                                 |
| Brasilien   | Taubaté                  | Volksagenwerk Taubaté              | Volkswagen do Brasil Indústria de Veículos Automotores Ltda.                                                       | VW Polo VW Tera                                                                                  |
| Kolumbien   | Envigado                 | Envigado Plant (SOFASA)            | Renault SOFASA Sociedad de Fabricación de Automotores S.A.                                                         | Renault Logan Renault Sandero Renault Duster Renault Kwid                                        |

## Asien
| Land                    | Ort                                      | Werk                                                | Unternehmen                                                                 | Modelle |
| ----------------------- | ---------------------------------------- | --------------------------------------------------- | --------------------------------------------------------------------------- | --- |
| China (Republik) Taiwan | Pingtung                                 | Honda-Werk Pingtung                                 | Honda Taiwan Motor Co. Ltd.                                                 | Honda Civic Honda CR-V Honda City Honda Fit |
| China (Republik) Taiwan | Taoyuan                                  | Ford-Werk Chungli                                   | Ford Lio Ho Motor Co. Ltd.                                                  | Ford Fiesta Ford Focus Ford Kuga Mazda3 Mazda5 |
| China (Republik) Taiwan | Taoyuan                                  | Chung-Li Plant                                      | Kuozui Motors Ltd.                                                          | verschiedene Modelle |
| China (Republik) Taiwan | Taoyuan                                  | Kuan-Yin Plant                                      | Kuozui Motors Ltd.                                                          | Toyota Camry Toyota WISH Toyota Vios Toyota Yaris Toyota Innova |
| Volksrepublik China     | Peking                                   | [ 62 ]                                              | Beijing Hyundai Motor Company Corporation                                   | verschiedene Modelle |
| Volksrepublik China     | Peking                                   | Mercedes-Benz Group Werk Peking                     | Beijing Benz Automotive Co. Ltd.                                            | Mercedes-Benz C-Klasse (Langversion) Mercedes-Benz E-Klasse (Langversion) Mercedes-Benz A-Klasse (Langversion) Mercedes-Benz GLA Mercedes-Benz GLB Mercedes-Benz GLC (Langversion) Mercedes-AMG A 35 (Langversion) Mercedes-Benz EQA Mercedes-Benz EQB Mercedes-Benz EQE Mercedes-Benz EQE SUV  |
| Volksrepublik China     | Changchun                                | Volkswagenwerk Changchun                            | FAW-Volkswagen Automotive Co., Ltd.                                         | Audi A4 L Audi A6 L Audi Q5 L Audi Q5 L Sportback Audi e-tron VW Jetta Night VW Bora VW Sagitar VW Magotan VW Magotan CC VW Caddy |
| Volksrepublik China     | Changsha                                 | Volkswagenwerk Changsha                             | SAIC Volkswagen Automotive Co., Ltd.                                        | VW Lavida |
| Volksrepublik China     | Changshu                                 | Jaguar-Land-Rover-Werk Changshu                     | Chery Jaguar Land Rover Automotive Co. Ltd.                                 | Range Rover Evoque Land Rover Discovery Sport |
| Volksrepublik China     | Chengdu                                  | Volkswagenwerk Chengdu                              | FAW-Volkswagen Automotive Co., Ltd.                                         | Audi A3 Audi A4 Audi A6L Audi Q5 VW Jetta Night VW Bora VW Sagitar VW Caddy |
| Volksrepublik China     | Chengdu                                  | Volvo-Werk Chengdu                                  | Zhongjia Automobile Manufacturing (Chengdu) Co. Ltd.                        | Volvo S60 Volvo XC60 |
| Volksrepublik China     | Chongqing                                | Chongqing Vehicle Operations                        | Changan Ford Automobile                                                     | Ford EcoSport Ford Focus Ford Mondeo Ford Kuga |
| Volksrepublik China     | Daqing                                   | Volvo-Werk Daqing                                   | Daqing Volvo Car Manufacturing Co. Ltd.                                     | Volvo XC90 Volvo S90 Volvo XC Classic |
| Volksrepublik China     | Foshan                                   | Volkswagenwerk Foshan                               | FAW-Volkswagen Automotive Co., Ltd.                                         | VW Golf Audi Q2 L Audi Q2 L e-tron Audi Q4 e-tron |
| Volksrepublik China     | Fuzhou                                   | Mercedes Group Werk Fujian                          | Fujian Benz Automotive Co. Ltd.                                             | Mercedes-Benz V-Klasse Mercedes-Benz Vito Mercedes-Benz Sprinter |
| Volksrepublik China     | Hefei                                    | Nio Werk Hefei Xinqiao Industrial Park              | Nio                                                                         | Nio ET5 |
| Volksrepublik China     | Hefei                                    | Volkswagenwerk Anhui                                | Volkswagen Group China                                                      | VW ID. UNYX Cupra Tavascan |
| Volksrepublik China     | Ningbo                                   | Volkswagenwerk Ningbo                               | SAIC Volkswagen Automotive Co., Ltd.                                        | VW Lamando Škoda Superb Škoda Octavia Audi Q6 Roadjet |
| Volksrepublik China     | Nanchang                                 | JMC Xiaolan Assembly Plant                          | Jiangling Motors Co., Ltd.                                                  | Ford Transit Ford Everest |
| Volksrepublik China     | Anting (Shanghai)                        | Volkswagenwerk Anting                               | SAIC Volkswagen Automotive Co., Ltd.                                        | VW Polo VW Santana VW Tiguan VW Touran VW Lavida VW Gran Lavida Škoda Fabia Škoda Octavia Škoda Yeti Audi Q5 e-tron Audi A7 L |
| Volksrepublik China     | Shanghai                                 |                                                     | Shanghai General Motors Company Ltd.                                        | Chevrolet Sail / Chevrolet Sail S-RV Buick Excelle HRV Buick Excelle Buick Excelle XT/ Buick Regal (Opel Insignia) Buick LaCrosse Buick GL8 Buick Park Avenue (Holden Statesman WM) Cadillac SRX Chevrolet Cruze                                                                                |
| Volksrepublik China     | Shanghai                                 | Gigafactory Shanghai                                | Tesla, Inc.                                                                 | Tesla Model 3 Tesla Model Y |
| Volksrepublik China     | Shenyang                                 | BMW-Werk Dadong                                     | BMW Brilliance Automotive Ltd.                                              | BMW 5er |
| Volksrepublik China     | Shenyang                                 | BMW-Werk Tiexi                                      | BMW Brilliance Automotive Ltd.                                              | BMW 3er LWB BMW X1 LWB |
| Volksrepublik China     | Shenzhen                                 | CAPSA-Werk Shenzhen                                 | Shenzhen Baoneng Motor                                                      | DS5 DS5 LS DS 6WRReconditionnement de véhicules – Wiederverwertung/Wiederaufarbeitung von Fahrzeugen |
| Volksrepublik China     | Tianjin                                  | Volkswagenwerk Tianjin                              | FAW-Volkswagen Automotive Co., Ltd.                                         | VW Tayron VW Tayron X Tayron GTE Audi Q3 Audi Q3 Sportback |
| Volksrepublik China     | Wuhan                                    | DPCA-Werk Wuhan                                     | Dongfeng Peugeot Citroën Automobile                                         | Citroën C4 Citroën C5 Peugeot 308 Peugeot 508 I |
| Volksrepublik China     | Wuhan                                    | [ 131 ]                                             | Voyah (Dongfeng Motor Corporation)                                          | Voyah Free Voyah Dreamer Voyah Zhuigang Light Chaser weitere Modelle |
| Volksrepublik China     | Qingdao                                  | FAW-Volkswagen Qingdao                              | FAW-Volkswagen Automotive Co., Ltd.                                         | VW Bora VW E-Bora Audi A3 Sportback Audi A3 L Limousine |
| Volksrepublik China     | Yizheng                                  | Volkswagenwerk Yizheng                              | SAIC Volkswagen Automotive Co., Ltd.                                        | VW Polo VW Santana Škoda Rapid Škoda Rapid Spaceback |
| Indien                  | Aurangabad (Chhatrapati Sambhajinagar)   | Škoda Auto Volkswagenwerk Chhatrapati Sambhajinagar |                                                                             | Škoda Slavia Škoda Kylaq Škoda Kushaq Škoda Kodiaq VW Taigun VW Virtus Audi Modelle CKD Montage: Audi A4 Audi A6 Audi Q3 Audi Q3 Sportback Audi Q5 Audi Q7 |
| Indien                  | Greater Noida                            | Honda-Werk Greater Noida                            | Honda Cars India Ltd.                                                       | Honda Amaze Honda Brio Honda City Honda Mobilio Honda CR-V |
| Indien                  | Halol                                    | Halol Plant                                         | General Motors India Pvt. Ltd.                                              | Chevrolet Spark Chevrolet Beat Chevrolet Aveo Chevrolet Cruze Chevrolet Captiva |
| Indien                  | Irungattukottai (bei Chennai)            | Hyundai-Werk Chennai                                | Hyundai Motor India Ltd.                                                    | Hyundai i10 Hyundai i20 Hyundai Elantra Hyundai Eon Hyundai Santro Xing Hyundai Verna Hyundai Xcent |
| Indien                  | Mahindra World City (bei Chennai)        | BMW-Werk Chennai                                    | BMW India Pvt. Ltd.                                                         | BMW 2er Gran Coupé BMW 3er BMW 3er Gran Turismo BMW 5er BMW 6er Gran Turismo BMW 7er BMW X1 BMW X3 BMW X4 BMW X5 BMW X7 Mini Countryman |
| Indien                  | Manesar (Gurugram (Distrikt))            | Gurugram Plant                                      | Maruti Suzuki India Ltd.                                                    | Suzuki Alto |
| Indien                  | Oragadam (bei Chennai)                   | Renault-Nissan-Werk Chennai                         | Renault Nissan Automotive India Pvt. Ltd.                                   | Renault Fluence Renault Koleos Renault Pulse Renault Duster Renault Scala Renault Lodgy Nissan 370Z Nissan Micra Nissan Sunny Nissan Terrano |
| Indien                  | Pune                                     | Škoda Auto Volkswagenwerk Pune                      | Škoda Auto Volkswagen India Private Ltd.                                    | VW Taigun VW Virtus Škoda Kushaq Škoda Slavia Škoda Kylaq |
| Indien                  | Pune                                     | Mercedes-Benz Werk Pune                             | Mercedes-Benz India Pvt. Ltd.                                               | Mercedes-Benz S-Klasse Mercedes-Benz E-Klasse Mercedes-Benz C-Klasse Mercedes-Benz GLS Mercedes-Benz GLA Mercedes-Benz GLE |
| Indien                  | Pune                                     | Jaguar-Land-Rover-Werk Pune                         | Jaguar Land Rover India Ltd.                                                | Jaguar XF Jaguar XJ Range Rover Evoque Land Rover Discovery Sport |
| Indien                  | Ranjangaon (bei Pune)                    | FCA-Werk Ranjangaon                                 | Fiat India Automobiles Ltd.                                                 | Fiat Linea Fiat Punto Tata Manza |
| Indien                  | Tijara (bei Alwar)                       | Honda-Werk Tapukara                                 | Honda Cars India Ltd.                                                       | Honda Amaze Honda City |
| Indonesien              | Cikarang bei Bekasi Regency (Jawa Barat) | Hyundai Werk Cikarang                               | PT Hyundai Motor Manufacturing Indonesia                                    | Hyundai Creta Hyundai Ioniq 5 Hyundai Santa Fe Hyundai Stargazer Hyundai Kona Electric |
| Indonesien              | Jakarta                                  | [ 137 ]                                             | PT. Garuda Mataram Motor                                                    | Audi A4 Audi A6 |
| Indonesien              | Jakarta                                  |                                                     | PT. Gaya Motor                                                              | BMW 3er BMW 5er BMW X1 BMW X3 |
| Indonesien              | Karawang (bei Jakarta)                   |                                                     | PT. Honda Prospect Motor                                                    | Honda CR-V Honda Freed Honda Brio Honda Mobilio Honda Jazz |
| Iran                    | Kaschan                                  | [ 138 ]                                             | SAIPA Kashan                                                                | SAIPA 111 SAIPA Tiba SAIPA Saina Changan Eado Changan CS35 |
| Iran                    | Teheran                                  | [ 139 ]                                             | Iran Khodro                                                                 | IKCO Dena IKCO Runna IKCO Soren IKCO Samand IKCO Sarir IKCO Bardo IKCO Arisun Peugeot Pars Peugeot 206 Peugeot 207 Peugeot 405 Renault Tondar90 Suzuki Grand Vitara |
| Iran                    | Teheran                                  | [ 138 ] [ 140 ]                                     | Pars Khodro                                                                 | Brilliance H320 Brilliance H330 Jinbei Haise Dongfeng Rich Renault Koleos Renault Mégane Renault Tondar90 Renault Pars Tondar Nissan Murano Nissan Pick-up Nissan Teana |
| Iran                    | Teheran                                  | [ 138 ]                                             | Société Anonyme Iranienne de Production Automobile                          | SAIPA 131 SAIPA 132 SAIPA 141 Brilliance H230 Brilliance V5 Kia Cerato |
| Iran                    | Teheran                                  | [ 138 ]                                             | Zamyad (SAIPA Group)                                                        | Zamyad Azar Zamyad Padra Zamyad Shooka Zamyad Z24 |
| Iran                    | Teheran                                  | [ 138 ]                                             | BONRO (SAIPA Group)                                                         | SAIPA 151 SAIPA Ario |
| Japan                   | Hiroshima-ken                            | Mazda-Werk Hiroshima                                | Mazda Motor Corporation                                                     | Mazda CX-5 Mazda CX-30 Mazda MX-30 Mazda MX-5 |
| Japan                   | Iwata                                    | Iwata Plant                                         | Suzuki K.K.                                                                 | Suzuki Every Suzuki Carry Suzuki Jimny Suzuki Grand Vitara |
| Japan                   | Kosai                                    | Kosai Plant                                         | Suzuki K.K.                                                                 | Suzuki Alto Suzuki MR Wagon Suzuki Spacia Suzuki Lapin Suzuki Wagon R Suzuki Hustler |
| Japan                   | Makinohara                               | Sagara Plant                                        | Suzuki K.K.                                                                 | Suzuki Swift Suzuki Kizashi Suzuki Solio |
| Japan                   | Okazaki                                  | Mitsubishi-Werk Nagoya                              | Mitsubishi Jidōsha Kōgyō K.K.                                               | Mitsubishi ASX Peugeot 4008 Citroën C4 Aircross |
| Japan                   | Onomichi                                 |                                                     | Press Kogyo Co. Ltd.                                                        | Mazda E-Serie |
| Japan                   | Sayama                                   | Honda-Werk Sayama                                   | Honda Giken Kōgyō K.K.                                                      | Honda Odyssey Honda StepWGN Honda Freed Honda Mobilio Spike Honda Accord Acura RLX/Honda Legend Acura TSX Honda CR-V Honda Jade |
| Japan                   | Suzuka                                   | Honda-Werk Suzuka                                   | Honda Giken Kōgyō K.K.                                                      | Honda N-Box Honda N-One Honda N-Wgn Honda Fit/Honda Jazz |
| Japan                   | Tahara                                   | Toyota-Werk Tahara                                  | Toyota Motor Corporation                                                    | Toyota Land Cruiser Toyota 4Runner Lexus LS Lexus GS Lexus IS Lexus GX Lexus RC |
| Japan                   | Toyota                                   | Toyota-Werk Motomachi                               | Toyota Motor Corporation                                                    | Toyota Crown Toyota Mark X Toyota Estima Toyota Mirai Lexus GS |
| Japan                   | Toyota                                   | Toyota-Werk Takaoka                                 | Toyota Motor Corporation                                                    | Toyota Corolla Toyota Harrier Toyota WISH Toyota Prius α Toyota RAV4 Suzuki Across |
| Japan                   | Toyota                                   | Toyota-Werk Tsutsumi                                | Toyota Motor Corporation                                                    | Toyota Prius Toyota Camry Toyota Premio Toyota Allion |
| Japan                   | Hōfu                                     | Mazda-Werk Hōfu                                     | Mazda Motor Corporation                                                     | Mazda2 Mazda3 Mazda6 Mazda CX-30 Mazda CX-60 Mazda CX-80 |
| Japan                   | Yorii                                    | Honda-Werk Yorii                                    | Honda Giken Kōgyō K.K.                                                      | Honda Fit Honda Vezel Honda Grace Honda Shuttle |
| Singapur                | Jurong                                   | Hyundai Werk Singapur                               | Hyundai Motor Group Innovation Center                                       | verschiedene Modelle |
| Korea (Süd)             | Asan                                     | Asan Plant                                          | Hyundai Motor Company                                                       | Hyundai Sonata Hyundai Grandeur |
| Korea (Süd)             | Busan                                    | Busan Plant (RKM)                                   | Renault Korea Motors                                                        | Renault SM6 Renault Samsung XM3 Renault Arkana Samsung QM6 Renault Koleos Renault Grand Koleos Renault Twizy |
| Korea (Süd)             | Changwon                                 | General Motors Changwon Plant                       | GM Korea Company                                                            | Chevrolet Spark |
| Korea (Süd)             | Gunsan                                   | General Motors Gunsan Plant                         | GM Korea Company                                                            | Chevrolet Orlando Chevrolet Cruze |
| Korea (Süd)             | Incheon                                  | General Motors Bupyeong Plant                       | GM Korea Company                                                            | Chevrolet Aveo Chevrolet Trax Chevrolet Malibu Chevrolet Captiva Buick Encore Opel Mokka Vauxhall Mokka |
| Korea (Süd)             | Ulsan                                    | Ulsan Plant                                         | Hyundai Motor Company                                                       | Hyundai Kona Hyundai Kona EV Hyundai Kona HEV Hyundai Kona N Hyundai Ioniq 5 Genesis GV60 Genesis GV70 Genesis GV70 Electrified Genesis GV80 Hyundai Palisade Hyundai Santa Fe Hyundai Avante Hyundai Tucson Hyundai Tucson HEV Hyundai Staria Hyundai Porter Hyundai Porter II EV Hyundai Nexo |
| Malaysia                | Alor Gajah (Malakka)                     | Honda-Werk Pegoh                                    | Honda Malaysia Sdn. Bhd.                                                    | Honda Civic Honda Accord Honda CR-V Honda City Honda Jazz |
| Malaysia                | Gurun (bei Sungai Petani)                | Stellantis Gurun Plant                              | Stellantis Gurun (Malaysia) Sdn. Bhd.                                       | Peugeot 2008 Peugeot 3008 Peugeot 5008 |
| Malaysia                | Kuala Lumpur                             |                                                     | Volvo Car Malaysia Sdn. Bhd.                                                | Volvo V40 Volvo V60 Volvo S60 Volvo XC60 |
| Malaysia                | Kulim (Kulim District)                   | [ 148 ]                                             | Inokom Corporation Sdn. Bhd.                                                | Inokom Elantra Inokom i10 Inokom Santa Fe BMW 1er BMW 3er BMW 5er BMW X1 BMW X3 Mini Countryman Mazda CX-5 Mazda3 Land Rover Defender |
| Malaysia                | Pekan (bei Kuantan)                      | [ 149 ]                                             | HICOM Automotive Manufacturers (Malaysia) Sdn. Bhd.                         | Mercedes-Benz C-Klasse Mercedes-Benz E-Klasse Mercedes-Benz S-Klasse Suzuki Swift LDV Maxus |
| Malaysia                | Shah Alam                                | PROTON-Werk Shah Alam                               | Perusahaan Otomobil Nasional Sdn. Bhd.                                      | Proton Saga Proton Satria Neo Proton Inspira Proton Exora |
| Malaysia                | Shah Alam                                |                                                     | Mazda Malaysia Sdn. Bhd.                                                    | Mazda3 |
| Malaysia                | Tanjung Malim (Perak)                    | PROTON-Werk Tanjung Malim                           | Perusahaan Otomobil Nasional Sdn. Bhd.                                      | Proton Persona Proton Prevé |
| Pakistan                | Karatschi                                |                                                     | Indus Motor Company Ltd.                                                    | Toyota Corolla Toyota Hilux |
| Pakistan                | Lahore                                   |                                                     | Honda Atlas Cars (Pakistan) Ltd.                                            | Honda Civic Honda City |
| Philippinen             | Santa Rosa City                          | [ 67 ]                                              | Toyota Motor Philippines Corp.                                              | Toyota Innova Toyota Vios |
| Thailand                | Ayutthaya                                | Honda-Werk Ayutthaya                                | Honda Automobile (Thailand) Co. Ltd.                                        | Honda Accord Honda Amaze Honda Brio Honda City Honda Civic Honda Jazz Honda Mobilio Honda CR-V Honda HR-V |
| Thailand                | Chachoengsao                             | Toyota-Werk Ban Pho                                 | Toyota Motor Thailand Co. Ltd.                                              | Toyota Hilux |
| Thailand                | Chachoengsao                             | Toyota-Werk Gateway                                 | Toyota Motor Thailand Co. Ltd.                                              | Toyota Vios Toyota Yaris Toyota Corolla Toyota Camry |
| Thailand                | Rayong                                   | AutoAlliance-Werk Rayong                            | AutoAlliance (Thailand) Co. Ltd.                                            | Ford Everest Ford Ranger Mazda BT-50 Mazda2 Mazda3 Mazda CX-30 |
| Thailand                | Rayong                                   | BMW-Werk Rayong                                     | BMW Manufacturing (Thailand) Co. Ltd.                                       | BMW 1er BMW 3er BMW 5er BMW 7er BMW X1 BMW X3 Mini Countryman |
| Thailand                | Rayong                                   | Ford-Werk Rayong                                    | Ford Thailand Manufacturing Co. Ltd.                                        | Ford EcoSport Ford Focus Ford Fiesta |
| Thailand                | Rayong                                   | Rayong Assembly Plant                               | General Motors (Thailand) Ltd.                                              | Chevrolet Colorado/Holden Colorado Chevrolet Cruze Chevrolet Captiva Chevrolet Aveo/Chevrolet Sonic Chevrolet Trailblazer |
| Thailand                | Samut Prakan                             | Toyota-Werk Samrong                                 | Toyota Motor Thailand Co. Ltd.                                              | Toyota Hilux Toyota Fortuner |
| Thailand                | Samut Prakan                             | Thonburi Automotive Assembly Plant                  | Thonburi Automotive Assembly Plant Co., Ltd.                                | Mercedes-Benz C-Klasse Mercedes-Benz E-Klasse Mercedes-Benz S-Klasse Hyundai Sonata Tata Xenon |
| Türkei                  | Arifiye                                  | [ 29 ]                                              | Toyota Motor Manufacturing Turkey Inc.                                      | Toyota Corolla Toyota C-HR |
| Türkei                  | Başiskele                                | Ford-Otosan-Werk Yeniköy                            | Ford Otomotiv Sanayi A.Ş.                                                   | Ford Transit Courier |
| Türkei                  | Bursa                                    |                                                     | Tofaş Türk Otomobil Fabrikası A.Ş.                                          | Fiat Egea Fiat Doblò Fiat Fiorino |
| Türkei                  | Bursa                                    | Oyak-Renault-Werk Bursa                             | Oyak Renault Otomobil Fabrikaları A.Ş.                                      | Renault Clio Renault Mégane Mitsubishi Colt |
| Türkei                  | Gölcük                                   | Ford-Otosan-Werk Gölcük                             | Ford Otomotiv Sanayi A.Ş.                                                   | Ford Transit Ford Transit Custom Ford Tourneo Custom |
| Türkei                  | İzmit                                    | [ 62 ]                                              | Hyundai Assan Otomotiv Sanayi ve Ticaret A.Ş                                | verschiedene Modelle |
| Usbekistan              | Asaka                                    | [ 160 ]                                             | ZAO GM Uzbekistan                                                           | Chevrolet Captiva Chevrolet Malibu Chevrolet Spark Chevrolet Nexia Chevrolet Damas Chevrolet Matiz Chevrolet Cobalt Chevrolet Orlando |
| Vietnam                 | Hải Dương                                | Ford-Werk Haiduong                                  | Ford Vietnam Co. Ltd.                                                       | Ford Focus Ford Fiesta Ford Transit Ford Everest Ford EcoSport |
| Vietnam                 | Hanoi                                    |                                                     | GM Daewoo Vidamco Công Ty Cổ Phần                                           | Chevrolet Spark Chevrolet Aveo Chevrolet Cruze Chevrolet Captiva |
| Vietnam                 | Núi Thành (Quảng Nam)                    |                                                     | Vina Mazda Automobile Manufacturing Co. Ltd. (Truong Hai Group Corporation) | Mazda2 Mazda3 |
| Vietnam                 | Phúc Yên (Vĩnh Phúc)                     | Honda-Werk Vin Phuk                                 | Honda Vietnam Co. Ltd.                                                      | Honda Civic Honda CR-V Honda City |
| Vietnam                 | Gian Khau (Provinz Ninh Bình)            | Hyundai Plant Gian Khau                             | Hyundai Thanh Cong Manufacturing Vietnam                                    | Hyundai i10 Hyundai Tucson Hyundai Porter Hyundai Elantra Hyundai Santa Fe Hyundai Creta Hyundai Ioniq 5 Hyundai Palisade Hyundai Custin |

## Afrika
| Land      | Ort                                      | Werk                                            | Unternehmen                                                       | Modelle |
| --------- | ---------------------------------------- | ----------------------------------------------- | ----------------------------------------------------------------- | --- |
| Ägypten   | Madinat as-Sadis min Uktubar (bei Kairo) |                                                 | Global Auto Group                                                 | |
| Ägypten   | Madinat as-Sadis min Uktubar (bei Kairo) | General Motors Egypt Plant                      | General Motors Egypt S.A.E.                                       | verschiedene Modelle |
| Ägypten   | Madinat as-Sadis min Uktubar (bei Kairo) | [ 163 ]                                         | Nissan Motor Egypt S.A.E.                                         | Nissan X-Trail Nissan Pick-up Nissan Sunny                                                                                 |
| Ägypten   | Al Oula Industrial Park (Gizeh)          | Ezz Elarab Elsewedy Automotive Factories (ESAF) | Perusahaan Otomobil Nasional Sdn. Bhd. (PROTON)                   | Proton Saga |
| Algerien  | Oued Tlélat (bei Oran)                   | Oran Plant                                      | Renault Algérie Production                                        | Dacia Logan Dacia Sandero                                                                                                  |
| Algerien  | Relizane                                 | Volkswagen-Werk Relizane                        | SOVAC Production S.P.A.                                           | VW Golf VW Caddy Seat Ibiza Škoda Octavia                                                                                  |
| Algerien  | Tafraoui (Oran)                          | Usine de Fiat Algérie                           | Stellantis El Djazair / Fiat El Djazair                           | Fiat 500 Hybrid Fiat Doblo Cargo Fiat Doblo Panorama                                                                       |
| Ghana     | Accra                                    | Volkswagenwerk Accra                            | Universal Motors Limited (Volkswagen)                             | VW T-Cross VW Tiguan VW Amarok VW Virtus                                                                                   |
| Kenia     | Mombasa                                  |                                                 | Associated Vehicle Assemblers Ltd.                                | verschiedene Modelle |
| Kenia     | Nairobi                                  |                                                 | General Motors East Africa Ltd.                                   | Nutzfahrzeuge |
| Kenia     | Thika                                    |                                                 | Kenya Vehicle Manufacturers Ltd.                                  | verschiedene Modelle |
| Mali      | Banankoro (Region Koulikoro)             |                                                 | Wad-Youngsan industrie S.A.                                       | Hyundai Kia |
| Marokko   | Casablanca                               | Casablanca Plant (SOMACA)                       | Société Marocaine de Construction Automobile S.A. (Renault Group) | Dacia Logan Dacia Sandero Dacia KardianReconditionnement de véhicules – Wiederverwertung/Wiederaufarbeitung von Fahrzeugen |
| Marokko   | Tanger                                   | Tangier Plant                                   | Renault Tanger Méditerranée S.A.                                  | Dacia Dokker Dacia Lodgy Dacia Sandero Dacia Jogger Renault Express Mobilize Duo Mobilize Bento                            |
| Nigeria   | Kaduna                                   |                                                 | Peugeot Automobile Nigeria Ltd.                                   | Peugeot 301 |
| Ruanda    | Kigali                                   | Volkswagenwerk Kigali                           | Volkswagen – CFAO Motors Rwanda                                   | VW Polo VW Passat |
| Senegal   | Dakar                                    | [ 170 ]                                         | Seniran Auto S.A.                                                 | Haima S5 Haima S7 Soren+ Dena+ Pars Runna+ Arisun                                                                          |
| Simbabwe  | Harare                                   |                                                 | Willowvale Mazda Motor Industries (Pvt.) Ltd.                     | Mazda BT-50 Mahindra Pik Up (Single Cab) Mahindra KUV 100 BAIC D20                                                         |
| Südafrika | Bedfordview (Ekurhuleni)                 |                                                 | Hyundai Automotive South Africa (Pty.) Ltd.                       | Hyundai Porter Hyundai Cargo Truck                                                                                         |
| Südafrika | Durban                                   | Toyota-Werk Durban                              | Toyota South Africa Motors (Pty.) Ltd.                            | Toyota Corolla Toyota Hilux Toyota Fortuner                                                                                |
| Südafrika | East London                              | Mercedes-Benz-Werk East London (Südafrika)      | Mercedes-Benz South Africa Ltd, Manufacturing                     | Mercedes-Benz C-Klasse |
| Südafrika | Gqeberha                                 |                                                 | Isuzu Trucks South Africa (Pty.) Ltd.                             | Nutzfahrzeuge |
| Südafrika | Pretoria                                 | Silverton Assembly Plant                        | Ford Motor Company of Southern Africa (Pty.) Ltd.                 | Ford Ranger VW Amarok Mazda BT-50                                                                                          |
| Südafrika | Rosslyn                                  | BMW-Werk Rosslyn                                | BMW (South Africa) (Pty.) Ltd.                                    | BMW X3 |
| Südafrika | Rosslyn                                  | Nissan-Werk Rosslyn                             | Nissan South Africa (Pty.) Ltd.                                   | Nissan NP200 Nissan NP300 Hardbody                                                                                         |
| Südafrika | Kariega                                  | Volkswagenwerk Kariega                          | Volkswagen of South Africa (Pty.) Ltd.                            | VW Polo VW Polo GTI VW Polo Vivo                                                                                           |
| Tunesien  | Kairouan                                 |                                                 | Industries Mécaniques Maghrébines                                 | Isuzu D-Max Mazda Tribute                                                                                                  |
| Tunesien  | El Kabaria (Tunis)                       |                                                 | Wallyscar                                                         | Wallyscar 216 Wallyscar Iris Wallyscar 619 Wallyscar 719 Wallyscar Wolf                                                    |

## Produktionsstandorte der Automobilhersteller
- Die Produktionsnetzwerke der Automobilhersteller bei automobil-produktion.de
- Aston Martin – Gaydon
- Audi Konzern
- Bentley – Pyms Lane (Crewe)
- Bugatti – Molsheim
- BMW Group
- BYD Group (englisch)
- Chongqing Changan Automobile (chinesisch)
- Fiat Group World / Stellantis Facilities (englisch)
- Ford (englisch)
- General Motors (englisch)
- Honda (englisch)
- Hyundai (englisch)
- Jaguar Land Rover
- Lamborghini – Sant’Agata Bolognese
- Lotus – Hethel
- Mazda (englisch)
- Mercedes-Benz Group
- Nissan (englisch)
- Opel
- Porsche AG
- Renault Group (englisch)
- Rivian – Normal (Illinois) (englisch)
- Rolls-Royce – Goodwood (englisch)
- Seat
- Škoda
- Subaru (englisch)
- Suzuki (englisch)
- Tata Motors (englisch)
- Tesla
- Toyota (englisch)
- Volkswagen
- Volvo
- Wallyscar – Kabaria (Tunis) (englisch)
- Opel: Facts & Figures – Year in Review 2015, (PDF; 4 MB)